# ژاریکوو
ژاریکوو (به لاتین: Zharikovo) یک منطقهٔ مسکونی در روسیه است که در استان آمور واقع شده‌است.